# 1840 Hus
1840 Hus este un asteroid din centura principală, descoperit pe 26 octombrie 1971, de Luboš Kohoutek.